# Moïn
Moïn (en macédonien Моин) est un village du sud-est de la Macédoine du Nord, situé dans la municipalité de Guevgueliya. Le village comptait 317 habitants en 2002.

## Démographie
Lors du recensement de 2002, le village comptait :
- Macédoniens : 301
- Serbes : 12
- Valaques : 4